# Nicky Jarvis
Nicky Jarvis (* 4. März 1954 in Middlesbrough) ist ein ehemaliger englischer Tischtennis-Nationalspieler aus den 1970er Jahren. Er nahm an drei Weltmeisterschaften und mehreren Europameisterschaften teil.

## Werdegang
Bei den Nationalen Englischen Meisterschaften gewann Nicky Jarvis zwei Titel, zuerst 1974/75 im Mixed mit Jill Hammersley und 1979/80 im Doppel mit Paul Day. Er wurde für drei Weltmeisterschaften nominiert, nämlich 1973, 1975 und 1979, gewann dabei aber keine Medaillen. Bei der Europameisterschaft 1978 in Duisburg gewann er mit der englischen Mannschaft Silber. Erfolge verzeichnete er auch bei den Commonwealth-Meisterschaften, wo er 1973 und 1975 mit der Mannschaft Erster wurde und 1973 zudem im Einzel das Halbfinale erreichte. Insgesamt kam er auf mehr als 250 Einsätze im Nationalkader.
In der Saison 1978/79 spielte Nicky Jarvis mit TTC Grünweiß Bad Hamm in der deutschen Bundesliga.
Nach dem Ende seiner aktiven Laufbahn als Leistungssportler arbeitete er bis 1988 im Trainerteam der englischen Nationalmannschaft mit.

## Privat
Im Juni 1979 heiratete Nicky Jarvis die englische Tischtennis-Nationalspielerin Linda Howard. Ihr gemeinsamer Sohn Matt Jarvis (* 1986) ist ein bekannter Fußballspieler. Linda und Nicky Jarvis betreiben seit 1983 ein Tischtennisausrüstungsgeschäft mit dem Namen „Jarvis Sport“.

## Turnierergebnisse
| Verband | Veranstaltung            | Jahr | Ort       | Land | Einzel     | Doppel        | Mixed        | Team |
| ------- | ------------------------ | ---- | --------- | ---- | ---------- | ------------- | ------------ | ---- |
| ENG     | Commonwealth Meistersch. | 1975 | Melbourne | AUS  |            |               |              | 1    |
| ENG     | Commonwealth Meistersch. | 1973 | Cardiff   | WAL  | Halbfinale |               |              | 1    |
| ENG     | Europameisterschaft      | 1978 | Duisburg  | FRG  |            |               |              | 2    |
| ENG     | Europameisterschaft      | 1972 | Rotterdam | NED  |            | Viertelfinale |              |      |
| ENG     | Weltmeisterschaft        | 1979 | Pyongyang | PRK  | letzte 128 | letzte 16     | letzte 32    | 10   |
| ENG     | Weltmeisterschaft        | 1975 | Calcutta  | IND  | letzte 128 | letzte 64     | Qual         | 12   |
| ENG     | Weltmeisterschaft        | 1973 | Sarajevo  | YUG  | Qual       | letzte 32     | keine Teiln. | 10   |